# Transaction Capabilities Application Part
Transaction Capabilities Application Part, din recomandările ITU-T Q.771-Q.775 sau ANSI T1.114 este un protocol pentru rețelele Signalling System 7. Obiectivul principal este înlesnirea dialogurilor multiple între sub-sisteme de același tip aflate pe același echipament fizic, folosind Transaction ID-uri pentru a le diferenția, similar modului în care folosirea porturilor TCP ajută la multiplexarea conexiunilor între adrese IP în Internet.
TCAP este folosit pentru transportul INAP în Intelligent Network și MAP în rețelele de telefonie mobilă.
Mesajele TCAP sunt transmise prin cablurile care conectează echipamentele. Primitivele TCAP sunt transmise între aplicație și stiva TCAP locală. Toate mesajele TCAP sunt primitive, dar există primitive care nu sunt mesaje, cum ar fi cele transferate numai în interiorul echipamentului local. O primitivă TCAP este compusă din una sau mai multe componente TCAP.
O primitivă TCAP poate fi de următoarele tipuri:
| Unidirecțională | O primitivă unică, lipsită de predecesori.                                                         |
| Început         | Începutul unui dialog, urmează predecesori.                                                        |
| Continuare      | Trimite o primitivă predecesoare în cadrul unui dialog existent, urmează predecesori.              |
| Sfârșit         | Ultima primitivă în cadrul unui dialog existent, Închide dialogul existent.                        |
| Abort           | O eroarea a dus la închiderea dialogului.                                                          |
| Cancel          | Timer-ul invoke a expirat fără ca sa fie primit un răspuns (ecesta este o primitivă si nu e mesaj) |

O primitivă Început are până la 32 de biți, Transaction ID originator. Continuările au în plus Transaction ID destinație, Sfârșit-urile și  Aborturile au numai Transaction ID destinație.
Fiecare componentă TCAP are poate fi de următoarele tipuri:
| Invoke                 | O nouă operație a fost solicitată, se poate solicita sau nu un răspuns |
| Return Result Last     | Un răspuns final pentru un Invoke                                      |
| Return Result Not Last | Un răspuns pentru un Invoke, vor urma noi răspunsuri                   |
| Return Error           | S-a petrecut o eroare                                                  |
| Reject                 | Respins                                                                |

Componentele Invoke au un identificator numit InvokeID (7 biți cu semn), menit să semnalizeze cărui Invoke se adresează, ca să fie clar pentru toate componentele sistemului.
TCAP poate fi văzut ca o implementare simplificată a specificației conformă cu OSI numită ROSE, protocolul Remote Operations Services Element.